# Christopher Lungoyi
Christopher Lungoyi (ur. 4 lipca 2000 w Kinszasie) – szwajcarski piłkarz występujący na pozycji napastnika w Yverdon-Sport na zasadach wypożyczenia z Juventusu.

## Kariera klubowa
Wychowanek klubów FC Plan-les-Ouates, Servette i Porto. Karierę piłkarską rozpoczął w sezonie 2017/18 w klubie Servette, skąd na początku 2019 przeniósł się do Porto. 27 stycznia 2020 podpisał kontrakt z Lugano. 21 stycznia 2021 piłkarz dołączył do Juventusu na mocy stałej umowy i został wypożyczony z powrotem do Lugano na pozostałą część sezonu. 14 stycznia 2022 roku został wypożyczony do St. Gallen. Sezon 2022/23 też spędził na wypożyczeniu w klubie Ascoli z opcją wykupu. 11 sierpnia 2023 roku po raz kolejny został wypożyczony, tym razem do Yverdon-Sport.

## Kariera reprezentacyjna
W młodzieżowej reprezentacji Szwajcarii zadebiutował w 2019 roku. Wcześniej od 2014 bronił barw juniorskich reprezentacji różnych kategorii wiekowych.